# Schwarzenau (Autriche)
Schwarzenau est une commune autrichienne du district de Zwettl en Basse-Autriche.